# 슈테판 게오르게
슈테판 게오르게(Stefan Anton George, 1868년 7월 12일 - 1933년)은 독일의 시인이다. 독일 상징주의를 대표한다.

## 생애
1868년 태어나, 경제적으로 풍족한 환경에서 자랐다. 다름슈타트의 김나지움을 졸업하고 대학에 가지 않고, 스위스, 이탈리아, 파리, 스페인 등지를 여행했다. 파리에서 말라르메를 만나 상징주의적 영향을 받았다. 여행이 끝나고 베를린 대학교에 입학했다.
평생에 걸쳐 정착하지 않고 유럽 각지를 방랑하였다.
1933년 정권을 잡은 나치는 게오르게의 사상을 나치의 입장에 맞게 이용해보려고 했지만 게오르게는 이를 피해 독일을 떠났다. 히틀러 암살을 계획했던 클라우스 폰 슈타우펜베르크는 게오르게의 제자였다.